# KiK (Stadtmagazin)

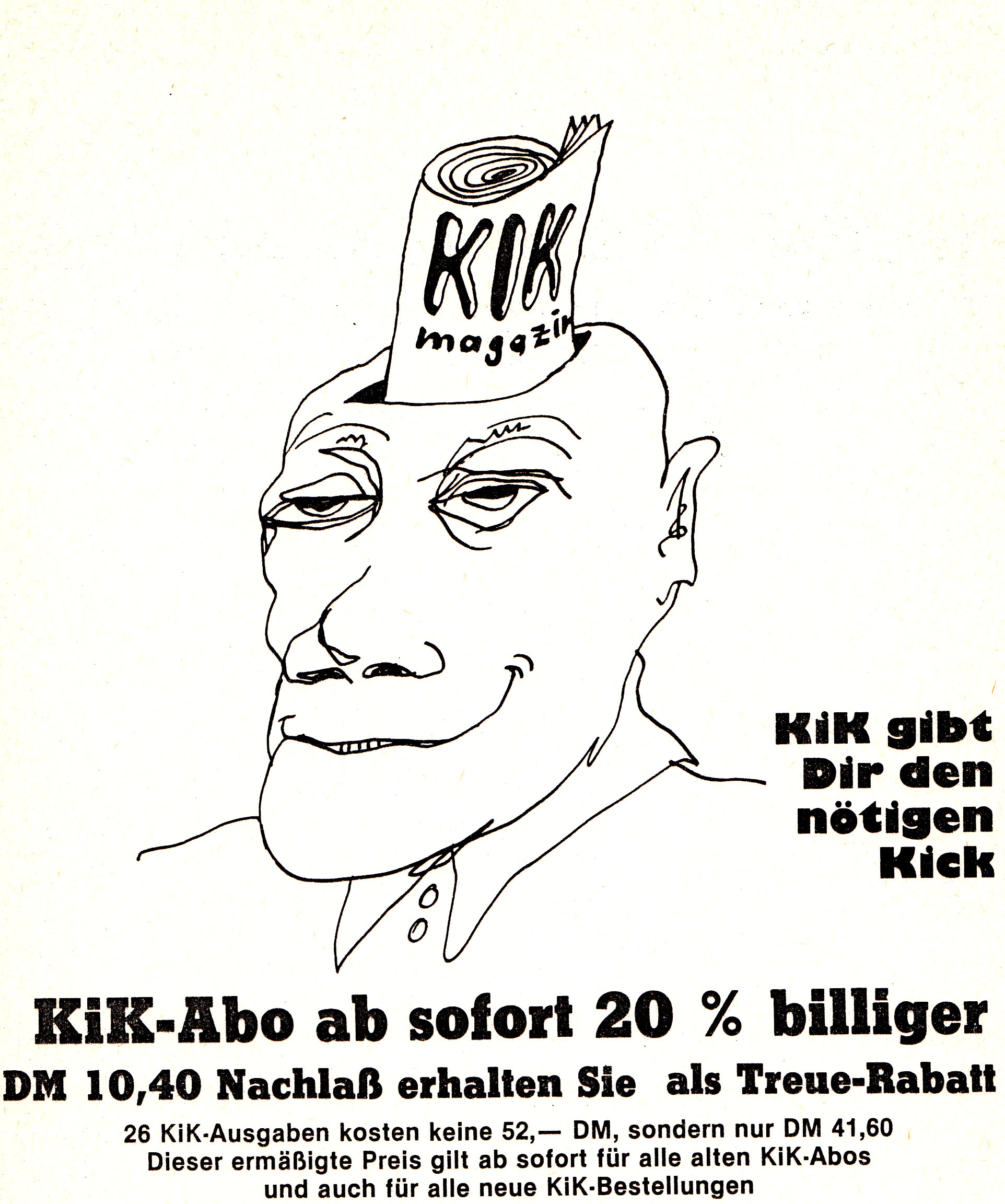
Abowerbung für KiK 1981 von Herbert Wetterauer

KiK (Kultur in Karlsruhe) war eines der ersten professionell gestalteten Stadtmagazine in der Bundesrepublik Deutschland. Es erschien erstmals 1980 und wurde zunächst wöchentlich, später vierzehntäglich im Zeitschriftenhandel verkauft und nicht wie spätere und heutige Stadtmagazine gratis abgegeben.
KiK enthielt neben einem Veranstaltungskalender vor allem einen sehr umfangreichen illustrierten redaktionellen Teil, in dem über aktuelle kulturelle und politische Ereignisse aus dem Regionalverband Mittlerer Oberrhein und Karlsruhe berichtet wurde. Darüber hinaus erschienen regelmäßig Kurzgeschichten und Cartoons süddeutscher Autoren und Zeichner. Initiiert und herausgegeben wurde KiK von Georg Fricker, dem damaligen Besitzer des Karlsruher Programmkinos „Schauburg“ und späteren Mitinhabers des Karlsruher Multiplex-Kinos. 1986 stellte KiK sein Erscheinen mit der Nr. 109 ein.